# Salticus quagga
Salticus quagga är en spindelart som beskrevs av Miller 1971. Salticus quagga ingår i släktet Salticus och familjen hoppspindlar. Inga underarter finns listade i Catalogue of Life.